# Arkas Spor Kulübü 2020-2021 (pallavolo maschile)
Questa voce raccoglie le informazioni riguardanti l'Arkas Spor Kulübü nelle competizioni ufficiali della stagione 2020-2021.

## Organigramma societario
Area direttiva
- Presidente: Lucien Arkas

Area tecnica
- Allenatore: Glenn Hoag
- Allenatore in seconda: Atilla Öztire
- Scoutman: Sedat Şanlı

## Rosa
| N° | Nome                | Ruolo | Data di nascita   | Nazionalità sportiva |
| -- | ------------------- | ----- | ----------------- | -------------------- |
| 1  | Efe Mandıracı       | S     | 1º aprile 2002    | Turchia              |
| 2  | İlker Esin          | P     | 14 gennaio 2001   | Turchia              |
| 3  | Halit Kurtuluş      | C     | 26 giugno 2002    | Turchia              |
| 4  | Burak Güngör        | S     | 28 luglio 1993    | Turchia              |
| 5  | Burak Çevik         | S     | 14 febbraio 1997  | Turchia              |
| 7  | Osman Durmaz        | C     | 9 settembre 1996  | Turchia              |
| 8  | Marko Matić         | C     | 22 maggio 1995    | Turchia              |
| 9  | Jay Blankenau       | P     | 27 settembre 1989 | Canada               |
| 10 | Mustafa Koç         | C     | 23 febbraio 1992  | Turchia              |
| 11 | Yiğit Gülmezoğlu    | S     | 28 dicembre 1995  | Turchia              |
| 12 | Umut Durur          | O     | 17 gennaio 2000   | Turchia              |
| 13 | João Paulo Bravo    | L     | 7 gennaio 1979    | Brasile              |
| 14 | Mirza Lagumdžija    | S     | 18 maggio 2001    | Turchia              |
| 17 | Julien Winkelmuller | O     | 31 luglio 1994    | Francia              |
| 20 | Mustafa Cengiz      | C     | 29 maggio 1998    | Turchia              |

## Statistiche

### Statistiche di squadra
| Competizione     | Punti | In casa | In casa | In casa | In trasferta | In trasferta | In trasferta | Totale | Totale | Totale |
| Competizione     | Punti | G       | V       | P       | G            | V            | P            | G      | V      | P      |
| ---------------- | ----- | ------- | ------- | ------- | ------------ | ------------ | ------------ | ------ | ------ | ------ |
| Efeler Ligi      | 68    | 17      | 12      | 5       | 18           | 12           | 6            | 35     | 24     | 11     |
| Coppa di Turchia | 9     | 1       | 1       | 0       | 0            | 0            | 0            | 5      | 4      | 1      |
| Supercoppa turca | -     | -       | -       | -       | -            | -            | -            | 1      | 0      | 1      |
| Champions League | 0     | 0       | 0       | 0       | 0            | 0            | 0            | 0      | 0      | 0      |
| Totale           | -     | 18      | 13      | 5       | 18           | 12           | 6            | 41     | 28     | 13     |

G = partite giocate; V = partite vinte; P = partite perse

### Statistiche dei giocatori
| Giocatore       | Campionato | Campionato | Campionato | Campionato | Campionato | Coppa di Turchia | Coppa di Turchia | Coppa di Turchia | Coppa di Turchia | Coppa di Turchia | Supercoppa turca | Supercoppa turca | Supercoppa turca | Supercoppa turca | Supercoppa turca | Champions League | Champions League | Champions League | Champions League | Champions League | Totale | Totale | Totale | Totale | Totale |
| Giocatore       | P          | PT         | AV         | MV         | BV         | P                | PT               | AV               | MV               | BV               | P                | PT               | AV               | MV               | BV               | P                | PT               | AV               | MV               | BV               | P      | PT     | AV     | MV     | BV     |
| --------------- | ---------- | ---------- | ---------- | ---------- | ---------- | ---------------- | ---------------- | ---------------- | ---------------- | ---------------- | ---------------- | ---------------- | ---------------- | ---------------- | ---------------- | ---------------- | ---------------- | ---------------- | ---------------- | ---------------- | ------ | ------ | ------ | ------ | ------ |
| J. Blankenau    | 34         | 92         | 40         | 26         | 26         | 5                | 19               | 11               | 5                | 3                | 1                | 1                | 1                | 0                | 0                | -                | -                | -                | -                | -                | 40     | 112    | 52     | 31     | 29     |
| J.P. Bravo      | 35         | 0          | 0          | 0          | 0          | 5                | 0                | 0                | 0                | 0                | 1                | 0                | 0                | 0                | 0                | -                | -                | -                | -                | -                | 41     | 0      | 0      | 0      | 0      |
| M. Cengiz       | 31         | 76         | 39         | 26         | 11         | 5                | 12               | 4                | 8                | 0                | 0                | 0                | 0                | 0                | 0                | -                | -                | -                | -                | -                | 36     | 88     | 43     | 34     | 11     |
| B. Çevik        | 19         | 0          | 0          | 0          | 0          | 0                | 0                | 0                | 0                | 0                | 0                | 0                | 0                | 0                | 0                | -                | -                | -                | -                | -                | 19     | 0      | 0      | 0      | 0      |
| O. Durmaz       | 23         | 85         | 52         | 29         | 4          | 2                | 2                | 2                | 0                | 0                | 0                | 0                | 0                | 0                | 0                | -                | -                | -                | -                | -                | 25     | 87     | 54     | 29     | 4      |
| U. Durur        | 0          | 0          | 0          | 0          | 0          | 0                | 0                | 0                | 0                | 0                | 0                | 0                | 0                | 0                | 0                | -                | -                | -                | -                | -                | 0      | 0      | 0      | 0      | 0      |
| İ. Esin         | 6          | 1          | 0          | 0          | 1          | 0                | 0                | 0                | 0                | 0                | 0                | 0                | 0                | 0                | 0                | -                | -                | -                | -                | -                | 6      | 1      | 0      | 0      | 1      |
| Y. Gülmezoğlu   | 35         | 455        | 357        | 51         | 47         | 5                | 64               | 52               | 9                | 3                | 1                | 12               | 11               | 1                | 0                | -                | -                | -                | -                | -                | 41     | 531    | 420    | 61     | 50     |
| B. Güngör       | 31         | 407        | 344        | 38         | 25         | 2                | 35               | 26               | 4                | 5                | 1                | 13               | 12               | 1                | 0                | -                | -                | -                | -                | -                | 34     | 455    | 382    | 43     | 30     |
| M. Koç          | 30         | 160        | 108        | 40         | 12         | 5                | 49               | 32               | 13               | 4                | 1                | 3                | 2                | 1                | 0                | -                | -                | -                | -                | -                | 36     | 212    | 142    | 54     | 16     |
| H. Kurtuluş     | 0          | 0          | 0          | 0          | 0          | -                | -                | -                | -                | -                | -                | -                | -                | -                | -                | -                | -                | -                | -                | -                | 0      | 0      | 0      | 0      | 0      |
| M. Lagumdžija   | 33         | 69         | 56         | 9          | 4          | 4                | 21               | 13               | 8                | 0                | 1                | 0                | 0                | 0                | 0                | -                | -                | -                | -                | -                | 38     | 90     | 69     | 17     | 4      |
| E. Mandıracı    | 35         | 559        | 445        | 65         | 49         | 5                | 97               | 66               | 13               | 18               | 1                | 22               | 18               | 3                | 1                | -                | -                | -                | -                | -                | 41     | 678    | 529    | 81     | 68     |
| M. Matić        | 29         | 202        | 137        | 54         | 11         | 5                | 20               | 18               | 2                | 0                | 1                | 7                | 3                | 3                | 1                | -                | -                | -                | -                | -                | 35     | 229    | 158    | 59     | 12     |
| J. Winkelmuller | 21         | 137        | 115        | 11         | 11         | 2                | 14               | 11               | 0                | 3                | 1                | 0                | 0                | 0                | 0                | -                | -                | -                | -                | -                | 24     | 151    | 126    | 11     | 14     |

P = presenze; PT = punti totali; AV = attacchi vincenti; MV = muri vincenti; BV = battute vincenti